# Diadelia atomosparsa
Diadelia atomosparsa là một loài bọ cánh cứng trong họ Cerambycidae.